# Rundetårn
Der Rundetårn (historische Schreibung sowie Schreibung auf Postkarten u. ä.: Rundetaarn, dänisch für Runder Turm) ist ein astronomischer Turm im Stadtzentrum Kopenhagens. Der Rundetårn ist heute eine bekannte Touristenattraktion, Volkssternwarte, Ausstellungsort, und sein Dach ein vielbesuchter Aussichtspunkt.

## Das Bauwerk
König Christian IV. ließ ihn 1637 bis 1642 nach Plänen des Architekten Hans van Steenwinckel d. J. errichten. Er ist verbunden mit der alten Universitätsbibliothek und der Dreifaltigkeitskirche, die in den Jahrzehnten nach dem Turmbau errichtet wurden.
Der kreisrunde Turm hat einen Durchmesser von etwa 15 m und eine Höhe von 34,8 m. Bestiegen wird er, abgesehen von den letzten Metern vom Aussichtsbereich zum Observatorium, nicht über Treppen, sondern über eine 209 m lange, gewendelte Rampe, die sich in siebeneinhalb vollen Drehungen um die Turmmitte windet. Diese 4 m breite Rampe ermöglichte es, Bücher, Instrumente und dergleichen per Pferdewagen anzuliefern. Hans van Steenwinckel d. J. war mit diesem Konstruktionsprinzip aus der Festung Varberg (Kasemattengang, sogenannter „Kockenborg-Gang“) vertraut.
Das Eisengeländer auf der Aussichtsplattform wurde 1643 von Caspar Fincke gefertigt. Es enthält an mehreren Stellen die Buchstaben RFP, eine Abkürzung für den Wahlspruch König Christians IV.: Regna Firmat Pietas (‚Frömmigkeit stärkt die Königreiche‘).

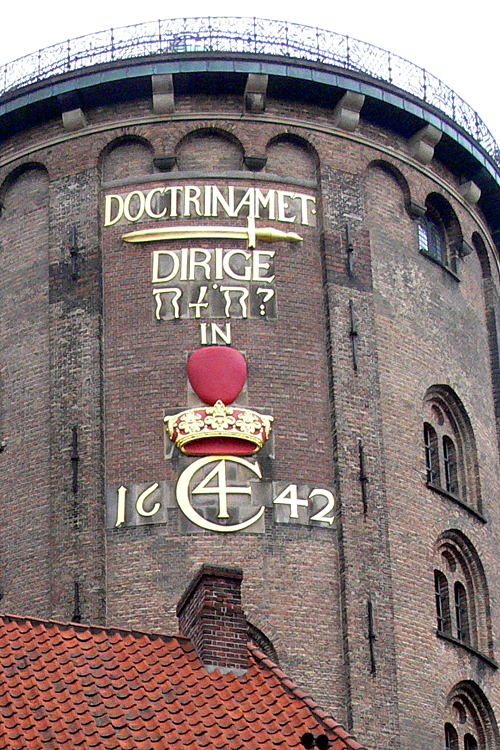
Rebus an der Südfassade

An der Fassade des Turms ist ein Bilderrätsel (Rebus) angebracht. Der eigenhändige Entwurf von Christian IV. ist im Reichsarchiv bewahrt. Eine Deutung lautet:
| Element      | Anmerkung  | Deutung          |
| DOCTRINAM ET | lateinisch | Rechte Lehre und |
| (Schwert)    | Symbol     | Gerechtigkeit    |
| DIRIGE       | lateinisch | leite,           |
| יהוה         | hebräisch  | Gott,            |
| IN           | lateinisch | ins              |
| (Herz)       | Symbol     | Herz von         |
| (Krone)      | Symbol     | König            |
| C 4          | Kürzel     | Christian IV. -  |
| 16 42        | Jahreszahl | vollendet 1642.  |

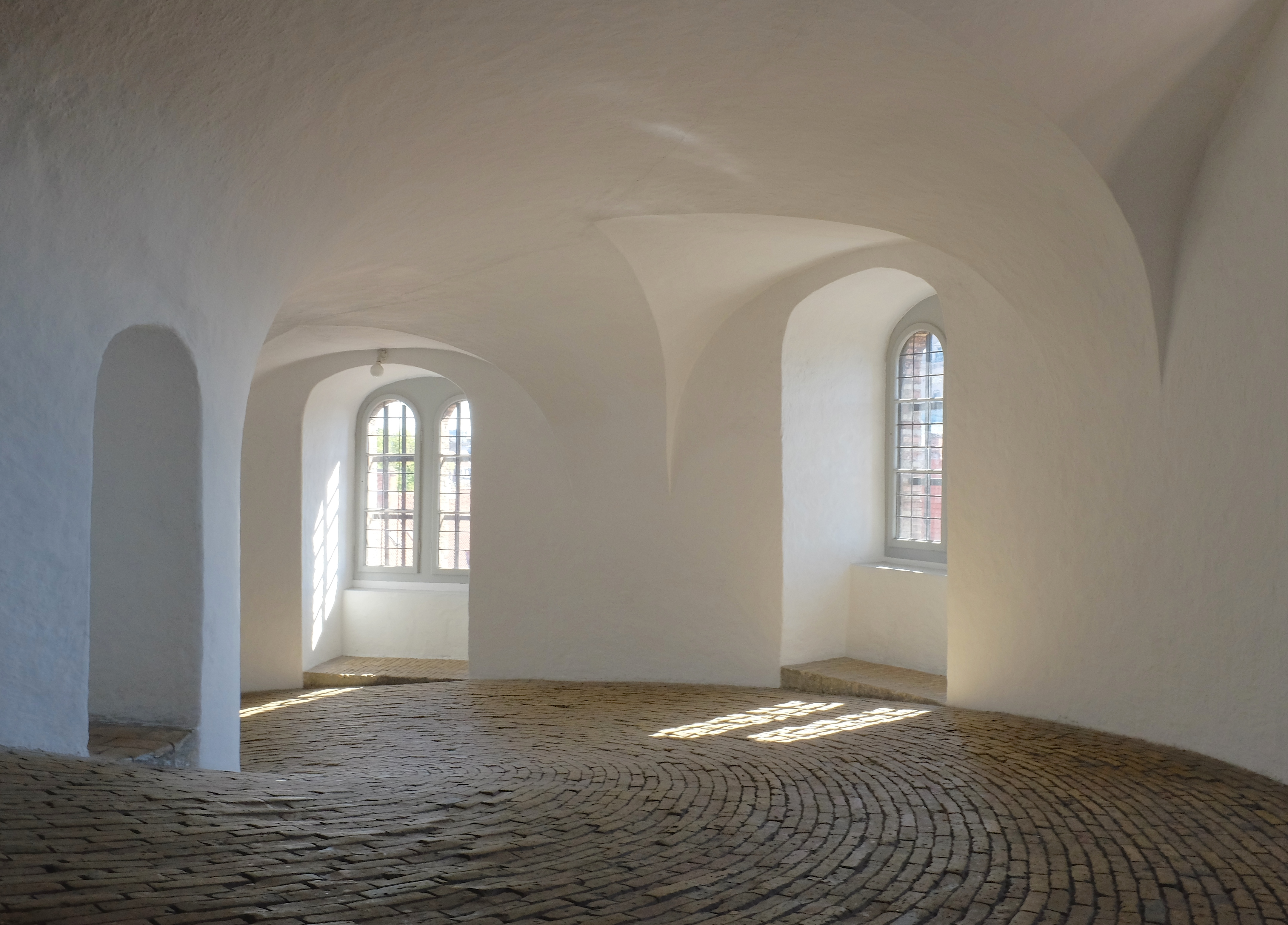
Der Aufgang konnte mit Kutschen befahren werden.
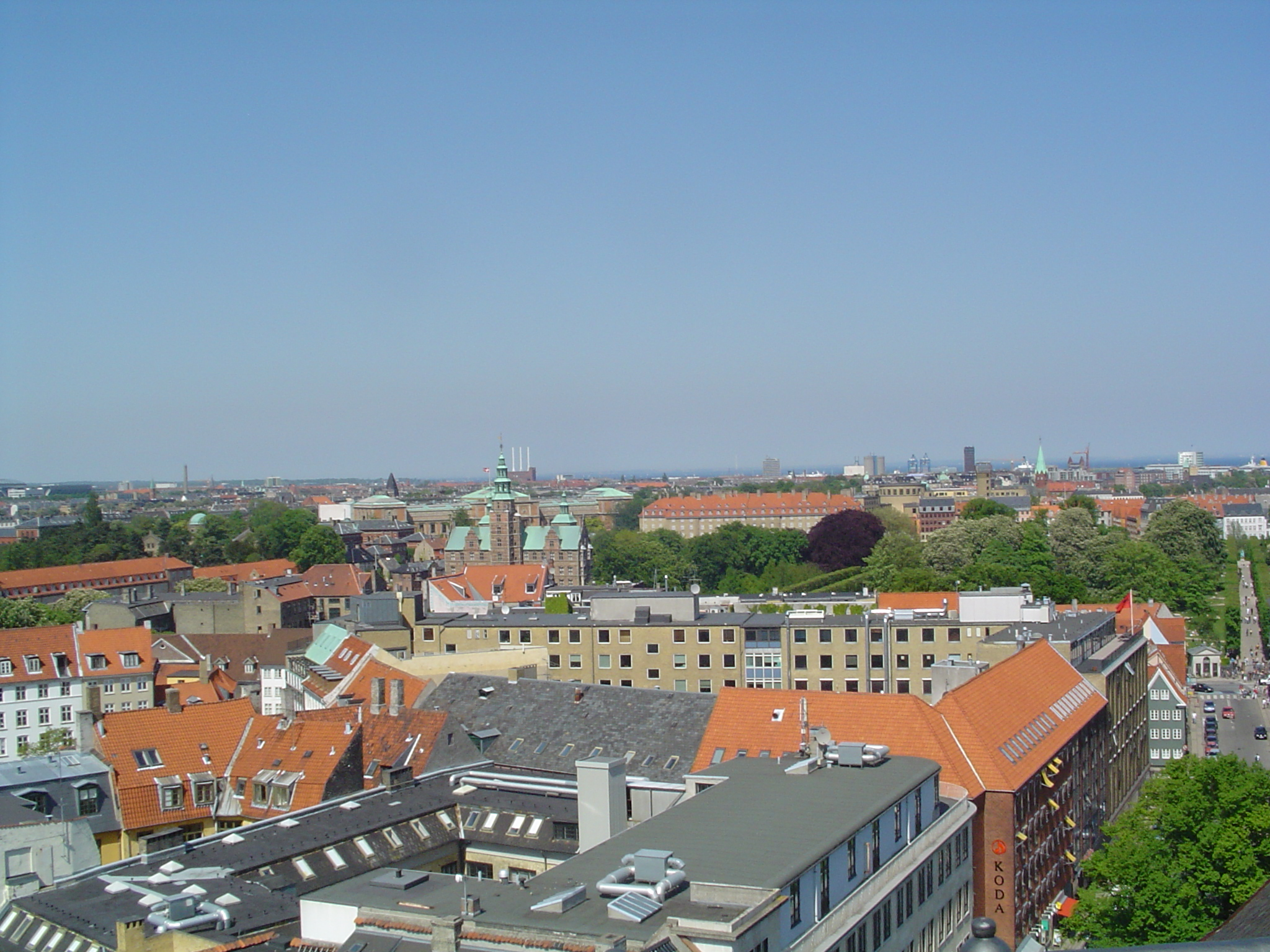
Blick Richtung Schloss Rosenborg, Residenz Christians IV.
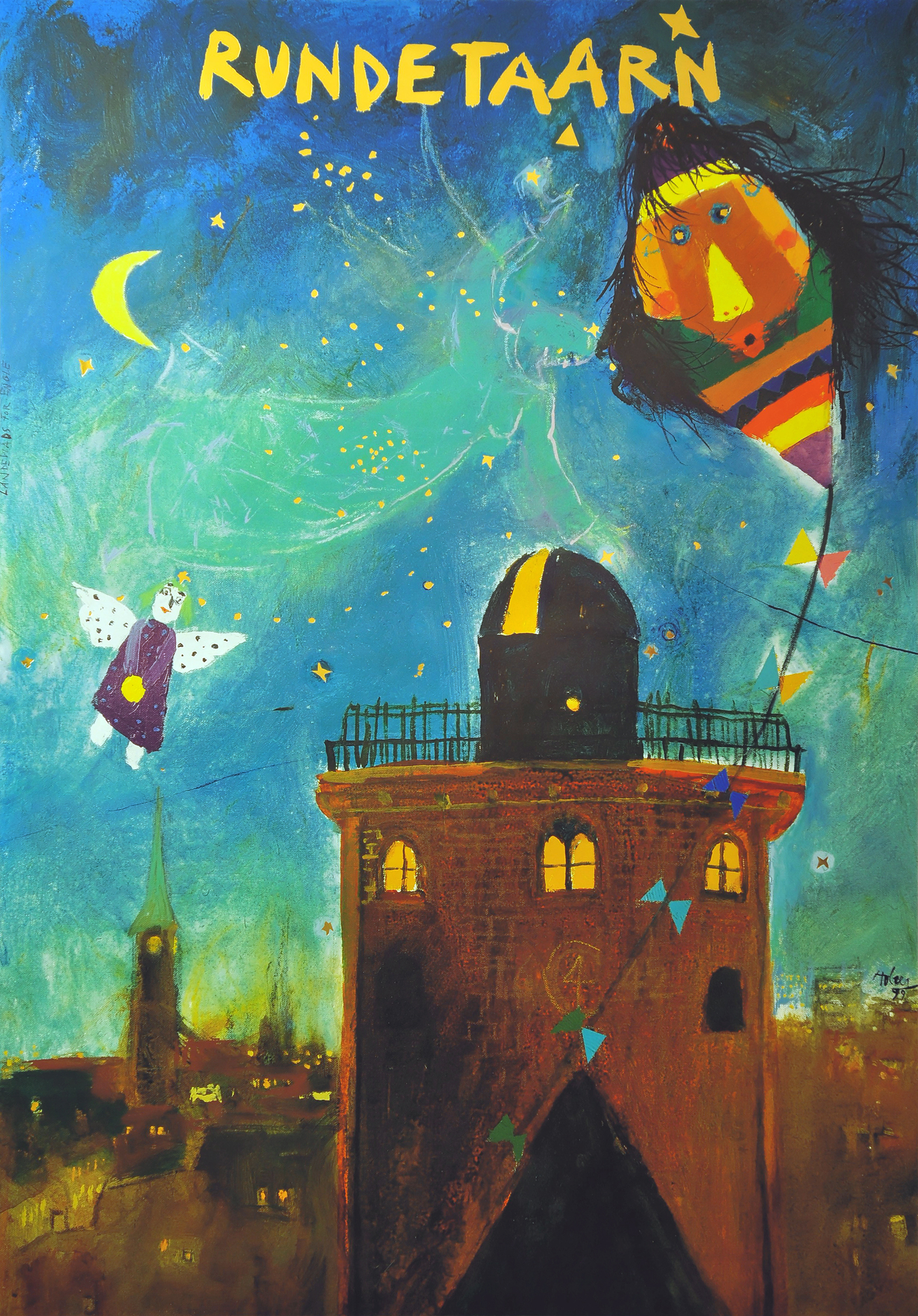
Plakat von Adi Holzer (1999)

## Astronomie
Der Turm war ein Ersatz für die Sternwarte Uraniborg, die zerstört wurde und an Schweden fiel, und diente bis 1861 als Observatorium der Universität Kopenhagen (Københavns Universitet Astronomisk Observatorium, seit 1861 in Østervold), und beherbergt heute noch das älteste funktionsfähige Observatorium Europas. Er wurde wegen seiner astronomiegeschichtlichen Bedeutung von der Internationalen Astronomischen Union  zum Outstanding Astronomical Heritage erklärt.
Im Observatorium steht eines der alten astronomischen Teleskope der Sternwarte, das öffentlich zugänglich ist.
Der Asteroid 5505 Rundetårn ist nach dem Turm benannt.

## Trivia
Hans Christian Andersen beschreibt im Märchen Das Feuerzeug (1835) die kreisrunden, bedrohlich glotzenden Augen eines dämonischen Hundes mit dem Vergleich „Augen so groß wie der Runde Turm“ (Øine saa store som Rundetaarn). In Julius Reuschers klassischer Übersetzung heißt es allerdings nur „Augen so groß wie ein Thurm“, was den charmanten Bezug zum größten, überhaupt nur vorstellbaren runden Objekt der Stadt unverständlich werden lässt.
Weil der Runde Turm für Jahrhunderte im wahrsten Sinne Maßstäbe gesetzt hatte, diente er in Dänemark oft als Vergleichsmaßstab bei der Angabe großer (Gebäude-)Höhen.
Der Turm enthält zwei Latrinen, eine auf halber Höhe hinter dem Zugang zur Bibliothekshalle, die andere direkt unter dem Dach. Die Grube zur Aufnahme der menschlichen Exkremente liegt unterhalb des Erdgeschosses und war so groß, dass sie nur etwa alle 50 Jahre geleert werden musste. Zuletzt geschah dies 1921. Seit 1902 ist der Gebäudekomplex an die Kanalisation angeschlossen.